# Оксбоу (Нью-Йорк)
Оксбоу (англ. Oxbow) — переписна місцевість (CDP) в США, в окрузі Джефферсон штату Нью-Йорк. Населення — 85 осіб (2020).

## Географія
Оксбоу розташований за координатами 44°17′13″ пн. ш. 75°37′21″ зх. д. / 44.28694° пн. ш. 75.62250° зх. д. (44.286909, -75.622546).  За даними Бюро перепису населення США в 2010 році переписна місцевість мала площу 0,52 км², уся площа — суходіл. В 2017 році площа становила 0,57 км², з яких 0,53 км² — суходіл та 0,03 км² — водойми.

## Демографія
Згідно з переписом 2010 року, у переписній місцевості мешкало 108 осіб у 36 домогосподарствах у складі 32 родин. Густота населення становила 206 осіб/км².  Було 44 помешкання (84/км²).
Расовий склад населення:
| - 98,1 % — білих |

До двох чи більше рас належало 1,9 %. Частка іспаномовних становила 0,0 % від усіх жителів.
За віковим діапазоном населення розподілялося таким чином: 22,2 % — особи молодші 18 років, 62,1 % — особи у віці 18—64 років, 15,7 % — особи у віці 65 років та старші. Медіана віку мешканця становила 43,0 року. На 100 осіб жіночої статі у переписній місцевості припадало 92,9 чоловіків;  на 100 жінок у віці від 18 років та старших — 95,3 чоловіків також старших 18 років.
Медіана доходів становила 39 583 долари для чоловіків та 21 875 доларів для жінок. За межею бідності перебувало 8,3 % осіб, у тому числі 0,0 % дітей у віці до 18 років та 0,0 % осіб у віці 65 років та старших.
Цивільне працевлаштоване населення становило 29 осіб. Основні галузі зайнятості: транспорт — 37,9 %, мистецтво, розваги та відпочинок — 20,7 %, роздрібна торгівля — 17,2 %.